# Гибридный автомобиль

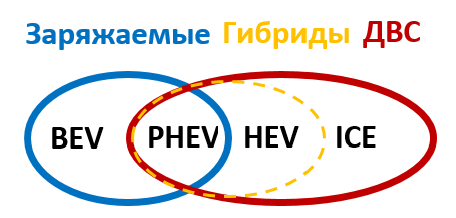
Типы автомобилей по источникам энергии и приводу: BEV - battery electric vehicle, электромобиль; PHEV – plug-in electric vehicles, заряжаемый гибрид; HEV – hybrid electric vehicle, (незаряжаемый) гибрид; ICE – internal combustion engine, авто с двигателем внутреннего сгорания (ДВС); Plug-in vehicles, NEV (new energy vehicles) – заряжаемые автомобили, включают в себя BEV и PHEV; EV – electric vehicle – в зависимости от автора, термин может употребляться как для обозначения электромобилей (BEV), так и для обозначения заряжаемых автомобилей (Plug-in vehiclecs).

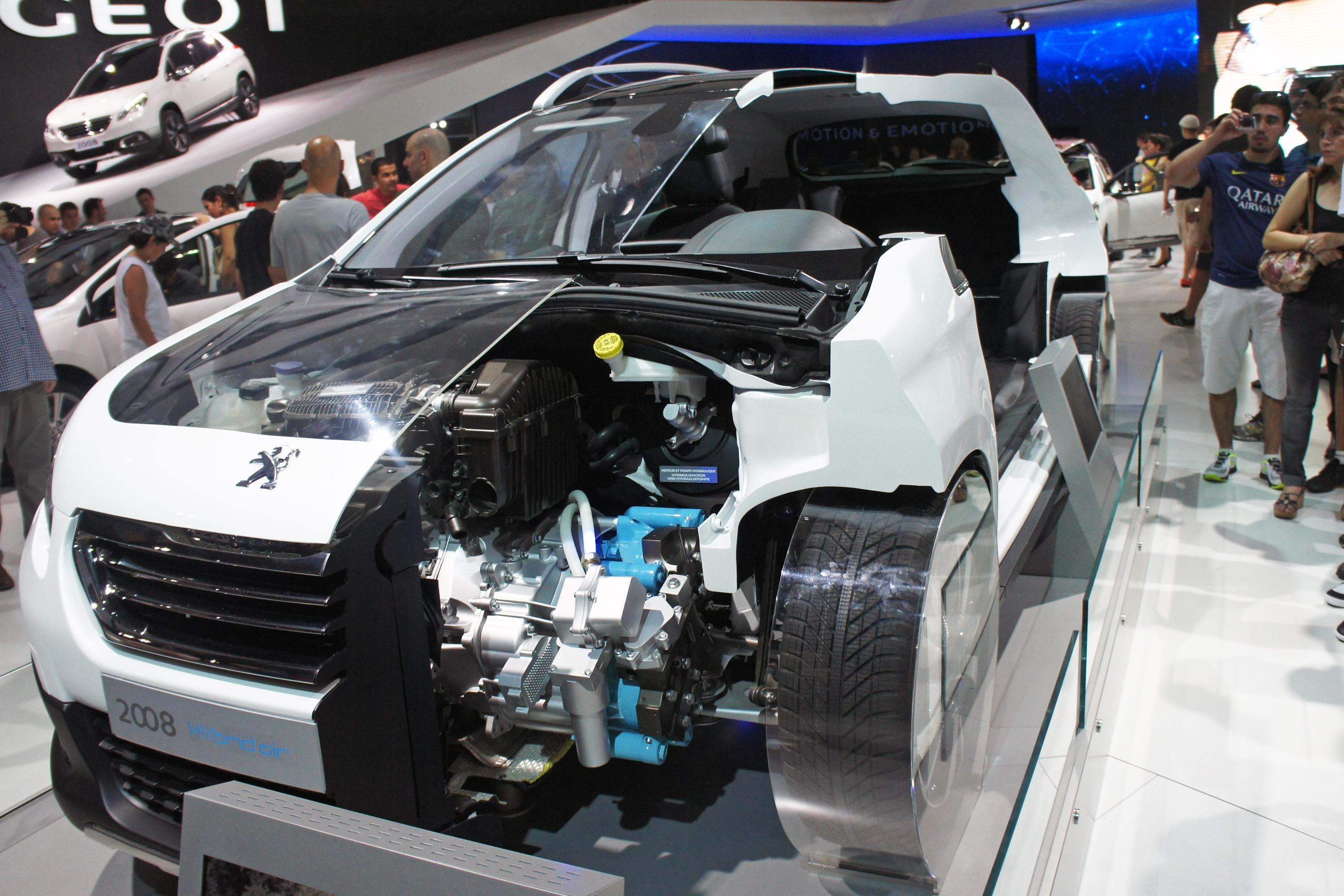
Peugeot 2008 HYbrid air в разрезе

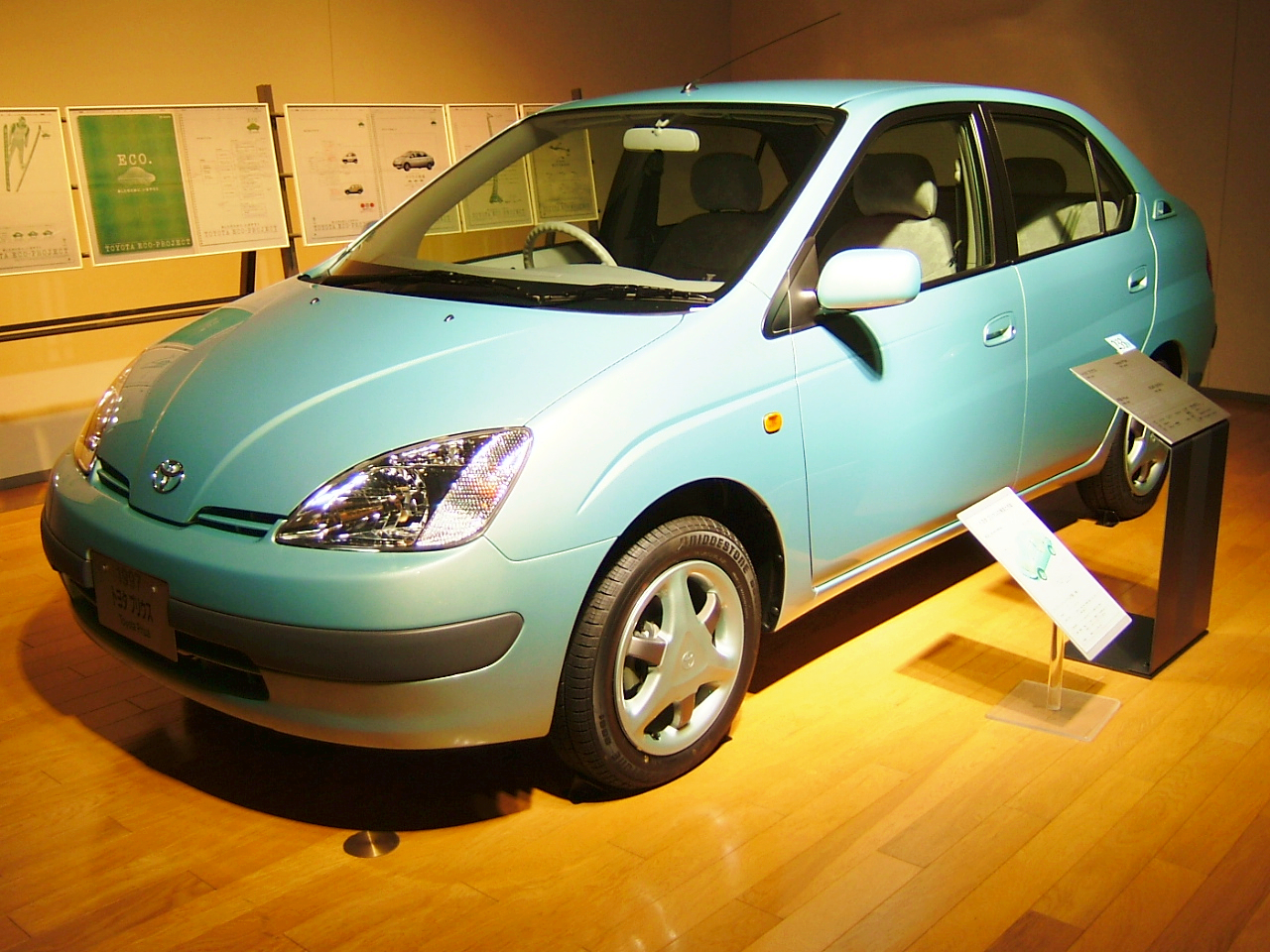
Первый серийный гибридный автомобиль Toyota Prius
Модель 1997 года

Гибри́дный автомоби́ль (гибрид) — автомобиль, использующий для привода ведущих колёс более одного источника энергии.
Основными типами гибридных автомобилей являются:
- гибрид (hybrid electric vehicle, HEV, незаряжаемый гибрид) — автомобиль с двигателем внутреннего сгорания, электродвигателем и небольшой электрической аккумуляторной батареей. В таком автомобиле возможность зарядки от внешнего источника тока не предусмотрена, энергия для электродвигателя вырабатывается при торможении, а сам электродвигатель имеет вспомогательную функцию.
- заряжаемый гибрид (подключаемый гибрид, plug-in electric vehicle, PHEV)—автомобиль с двигателем внутреннего сгорания, одним или несколькими электродвигателями, и тяговой батареей, которая может быть заряжена от внешнего источника электрического тока.

## Статистика продаж
За первые 7 месяцев 2024 года продажи заряжаемых гибридов в мире выросли на 50 % в годовом исчислении. Согласно некоторым прогнозам, доля заряжаемых гибридов среди автомобилей будет расти до середины 2030-х годов.
За первые 10 месяцев 2024 г. доля гибридных автомобилей (HEV) в странах ЕС была более 30% от проданных автомобилей, в то время как доля заряжаемых гибридов составила 7%.
В августе 2024 года представители Toyota сообщили о планах по переводу большей части автомобилей на гибридные версии. При этом в 2024 году гибриды приносили 37 % продаж компании.
В России: с января по июнь 2024 года доля новых гибридных авто увеличилась больше чем в два с половиной раза: с 1,1 % от всех автомобилей в январе до 2,7 % в июне. По итогам 2024 года среди проданных новых автомобилей доля гибридов составила 4% (включая заряжаемые гибриды).
В первом квартале 2025 года в странах ЕС продажи гибридных автомобилей составляли более 40% от общего числа автомобилей. При этом продажи заряжаемых гибридов составляли 7,6%, а незаряжаемых—35,5%.

## Общий принцип и типовые схемы

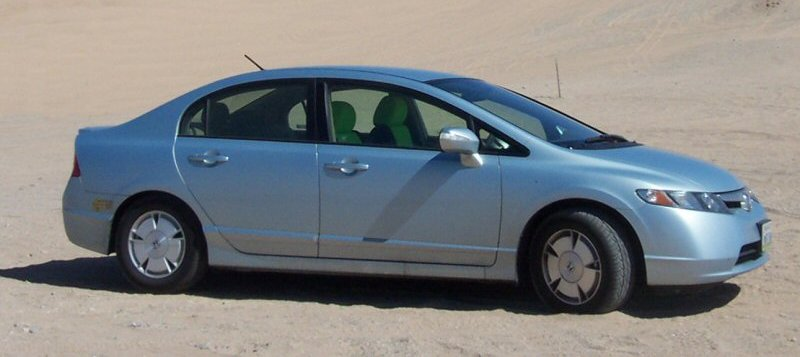
Honda Civic Hybrid, 2006

По методу подключения двигателей и накопителя к приводу:
- Последовательная: по сути является модификацией электромеханической трансмиссии с добавлением промежуточного накопителя. Двигатель внутреннего сгорания механически соединён только с электрогенератором, а тяговый электродвигатель — только с колёсами. Пример: Chevrolet Volt (с оговорками, так как у последних моделей есть соединение ДВС — привод).
- Параллельная: и двигатель внутреннего сгорания, и электродвигатель механически соединены с колёсами посредством дифференциала, который обеспечивает возможность их работы как по отдельности, так и совместно. Эта схема используется в автомобилях с Integrated Motor Assist (Honda). Характеризуется простотой (возможно применение вместе с механической коробкой передач) и низкой стоимостью.
- Последовательно-параллельная: двигатель внутреннего сгорания, генератор и электродвигатель механически связаны друг с другом и с колёсами посредством планетарного редуктора, что позволяет произвольно изменять потоки мощности между этими узлами. Схема реализована в автомобилях с Hybrid Synergy Drive (Toyota), например, Toyota Prius

Главные преимущества гибридного автомобиля:
- снижение расхода топлива и вредных выхлопов.
- возможность использования разных источников энергии (бензин и электричество, водород и электричество и др.)
- улучшенные потребительские свойства (быстрее разгон)

При применении электротрансмиссии двигатель, работающий на обычном топливе, вращает электрогенератор; вырабатываемый ток через систему управления передаётся на электродвигатели, которые и приводят в движение транспортное средство. В этом случае уместно сравнение с размещённой на электромобиле электростанцией, вырабатывающей электричество для его движения. Схема работы гибридного автомобиля в целом аналогична, но значительно модифицирована, в первую очередь добавлением промежуточного накопителя энергии — как правило, аккумуляторной батареи, имеющей меньшую, чем у «чистого» электромобиля, ёмкость и, соответственно, вес.
Гибридный автомобиль сочетает в себе преимущества электромобиля и автомобиля с двигателем внутреннего сгорания: больший коэффициент полезного действия электромобилей (80—90 % по сравнению с 35—50 % у автомобилей с ДВС) и большой запас хода на одной заправке автомобиля с ДВС.
Гибридные автомобили стали компромиссным решением таких недостатков электромобилей как значительная масса аккумуляторов и необходимость их длительной зарядки, недостаточно развитая инфраструктура зарядных станций и недостаточная дальность пробега.

## Сравнение с другими автомобилями
По многим характеристикам сравнение гибридов с другими автомобилями совпадает с аналогичным сравнением для электромобилей.
Преимущества
- Меньший расход топлива и снижение экологической нагрузки
- Двигатель внутреннего сгорания в гибридном автомобиле может работать только в самом оптимальном для себя режиме, избегая критических нагрузок, при которых чрезмерно расходуется топливо, моторное масло и быстро изнашиваются детали самого двигателя и трансмиссии[7].
- Гибридный автомобиль может обойтись без дорогих, громоздких и не всегда надёжных коробки переключения скоростей, карданной передачи и в дифференциала угловой скорости вращения поворачиваемых колёс[8].
- В любом автомобиле, оснащённым ДВС, есть небольшой генератор и небольшой аккумулятор для работы бортовой электросети и вращения электростартера, которые в гибридном автомобиле становятся мощнее и подключаются к вращению колёс[9].
- Благодаря грамотному перераспределению мощности гибридный автомобиль может быстро разгоняться, и иметь высокую скорость.
- Каждое из четырёх колёс гибридного автомобиля может иметь свой электродвигатель и поворотный механизм для улучшения его проходимости на бездорожье.
- Для подзарядки своего электрического аккумулятора гибридный автомобиль может использовать рекуперативное торможение и свои амортизаторы вырабатывающие электроэнергию[10][11] , а также может использовать разные источники энергии (безнин и электроэнергию, водород и электроэнергию и пр.)

###### Преимущества заряжаемых гибридов
Заряжаемые гибриды заряжать не обязательно, но у владельца есть и такая возможность: водитель получает преимущества (быстрое ускорение, снижение потребления топлива) и пр. Машину можно использовать как электромобиль часть пути, а как только заряд падает ниже определённого уровня, включается небольшой бензиновый или дизельный двигатель и машина едет дальше.

###### Опасность для пешеходов и требования к минимальному уровню шума
Существуют опасения, что заряжаемые автомобили представляют повышенную опасность для пешеходов по сравнению с автомобилями с двигателем внутреннего сгорания из-за своей бесшумности при движении на электрической тяге. 

В Австралии требования минимального уровня шума гибридных автомобилей и электромобилей вводится с ноября 2025 года. . В США  документ, вводящий аналогичные требования, называется "Minimum Sound Requirements for Hybrid and Electric Vehicles" .

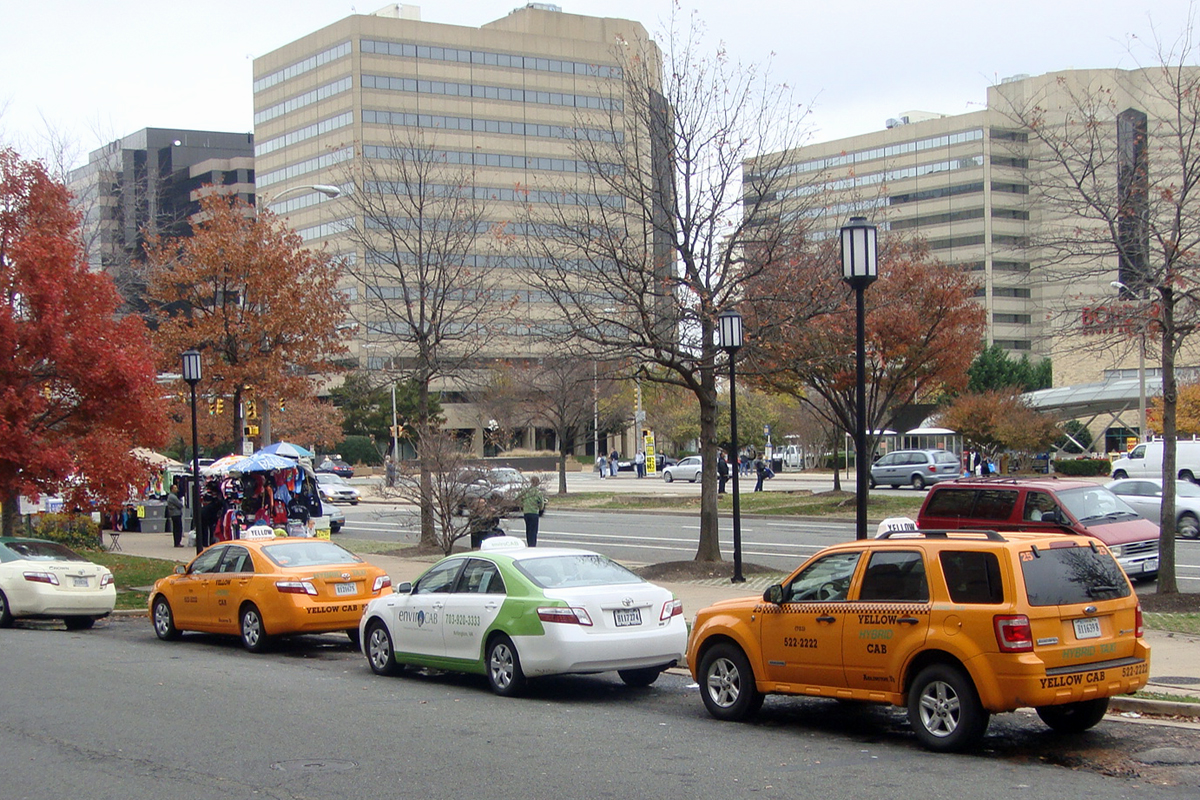
Стоянка гибридных такси по программе Fresh AIR в Арлингтоне

## История разработок

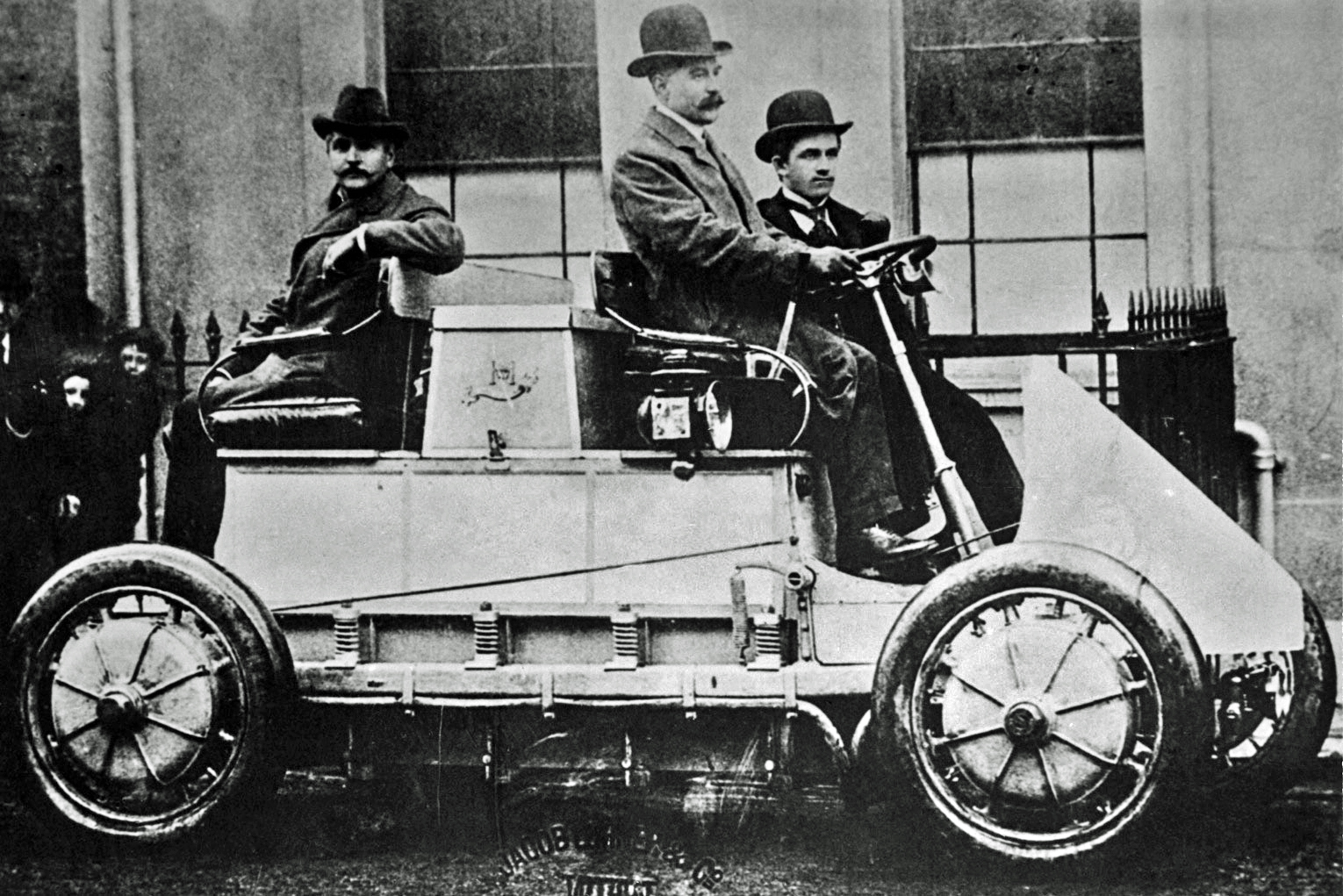
Автомобиль Lohner-Porsche, 1900 год

Первым автомобилем с гибридным приводом считается Lohner-Porsche, разработанный конструктором Фердинандом Порше в 1900—1901 годах. В США гибридные автомобили начал разрабатывать Виктор Воук в 60-е — 70-е годы.
В 1980 году компания Volvo проводила эксперименты с маховиком, разгоняемым дизельным двигателем и электродвигателем, используемым для рекуперации тормозной энергии. Впоследствии от этого проекта отказались в пользу гидравлических аккумуляторов.

### В СССР и России
В СССР работы по разработке гибридных автомобилей велись, в частности, под руководством Нурбея Гулиа. На созданном им прототипе на базе грузовика УАЗ-450, в котором накопителем энергии являлся маховик, а трансмиссией — ленточный вариатор, удалось достичь экономии топлива около 45 %.
В Курске в 1972-73 годах Н. В. Гулиа были проведены испытания городских автобусов с маховичными гибридными агрегатами и вариаторами. Также были построены и испытаны гибридные силовые агрегаты для автобусов на основе гидропривода, в которых роль накопителя энергии выполняли баллоны со сжатым азотом и маслом. Несмотря на различные принципы действия этих «гибридов» эффективность их оказалась близкой друг к другу — расход топлива снижался примерно вдвое, а токсичность выхлопа — в несколько раз. Однако эти технологии не были востребованы ни советской автомобильной промышленностью, ни мировой, поскольку уровень техники тех лет ещё не позволял сделать такой привод достаточно надёжным и гибким при умеренной цене.
В 1991 году в лаборатории перспективных разработок Московского автомеханического института был сделан одноместный экспериментальный гибридный автомобиль типа «карт» (стартовавший за счёт энергии заряженного конденсатора, во время движения использовавший двигатель внутреннего сгорания мощностью 5 л. с., а энергия при торможении использовалась для зарядки стартового конденсатора).
В 2010-х годах появился Ё-мобиль — российский проект, нацеленный на создание автомобиля, работающего на электричестве, получаемом от генератора с газовым (бензиновым, дизельным) роторно-лопастным двигателем и ёмкостного накопителя энергии. В 2013 году проект Ё-мобиль из-за недостатка финансирования был свёрнут, документация передана НАМИ.
В 2024-м году компания Evolute объявила о старте производства первого российского гибридного кроссовера i-Space.
В ноябре 2024 года было объявлено, что НАМИ получит из российского бюджета 84 млрд рублей на разработку единой унифицированной платформы для массовых российских автомобилей, а основной конфигурацией предполагается сделать последовательный гибрид.

## Налогообложение в России
- В 2024 г. при рассчете налога на транспортное средство
  - на последовательные гибриды мощность рассчитывалась как сумма мощности электродвигателей
  - на параллельные гибриды мощность рассчитывалась как сумма мощности электродвигателей и двигателя внутреннего сгорания
- В декабре 2024 на сайте ФНС России было опубликовано соответствующее разъяснение: "Для исчисления транспортного налога в отношении легкового автомобиля с КЭУ параллельного типа учитывается суммарно максимальная 30-минутная мощность электродвигателя и мощность двигателя внутреннего сгорания. Для КЭУ последовательного типа – мощность двигателя внутреннего сгорания, не имеющего механической связи с трансмиссией и предназначенного для выработки электроэнергии, не учитывается."[19]
- В вышеуказынных случаях государственные органы часто относят гибридные автомобили без возможности зарядки к параллельным гибридам и взымают налоги выше, чем у автомобилей с двигателем внутреннего сгорания.[20][21]

## Гибридные автобусы

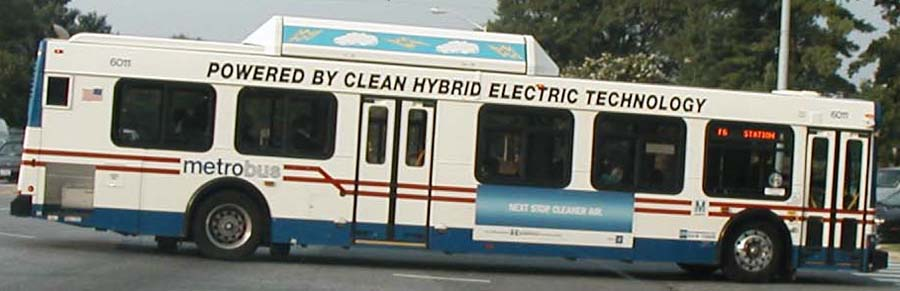
Hybrid Orion VI Metrobus

Автобусы с гибридными (дизель/электричество) силовыми установками разрабатывают и производят:
- New Flyer Industries — Канада. Выпускает гибридные автобусы с 1997 года.
- DaimlerChrysler — автобус Orion VII. Гибридная схема разработана совместно с компанией BAE Systems;
- General Motors — Гибридная схема GM/Allison разработана совместно с DaimlerChrysler и BMW;
- Optima Bus Corporation (США) — Гибридная схема разработана совместно ISE-Siemens;
- Enova (США);
- First Automotive Works (FAW) (Китай) — Гибридная схема Enova;
- Solaris Bus & Coach (Польша) — Гибридная схема GM/Allison;
- APTS (Нидерланды) — Гибридная схема GM/Allison (Phileas);
- Optare Group (Великобритания) — Гибридная схема GM/Allison;
- Nova Bus (Канада) — Гибридная схема GM/Allison;
- DesignLine International Holdings (Новая Зеландия). На автобусах установлены микротурбины компании Capstone MicroTurbine и аккумуляторы;
- Beiqi Foton Bus (Китай) — Гибридная схема Eaton Corporation.
- ЛИАЗ (Россия) — автобус ЛиАЗ-5292[22].
- Тролза (Россия) — экобус ТролЗа-5250 с микротурбиной (топливо — природный газ, пропан, бутан) на базе троллейбуса Тролза-5265[23]
- Dongfeng Motor Company (Китай) — автобус Dongfeng EQ6110[24].
- Volvo — Volvo 7700 Hybrid[25]. К началу 2013 года компания произвела около 1600 гибридных автобусов[26].
- Hyundai Motor Company — автобус Blue City[27][28].
- Белорусская компания Белкоммунмаш в 2013 году выпустила троллейбус модели 43303А с дизель-генераторной установкой.

Наибольшее распространение гибридные автобусы получили в Северной Америке. General Motors с 2004 года к июню 2008 года поставил более чем в 30 городов США и Канады 1000 гибридных автобусов. Компания Orion Bus Industries к сентябрю 2009 года произвела 2200 гибридных автобусов. Первые шесть гибридных автобусов в Лондоне начали эксплуатироваться в начале 2006 года. First Automotive Works начала производство гибридных автобусов осенью 2005 года.
Разрабатывают гибридную схему для автобусов, состоящую из водородных топливных элементов и аккумуляторов:
- Японские компании Toyota и Hino;
- Бельгийская компания Van Hool совместно с компаниями ISE Corp (США) и UTC Power (США)

## Гибридные грузовики

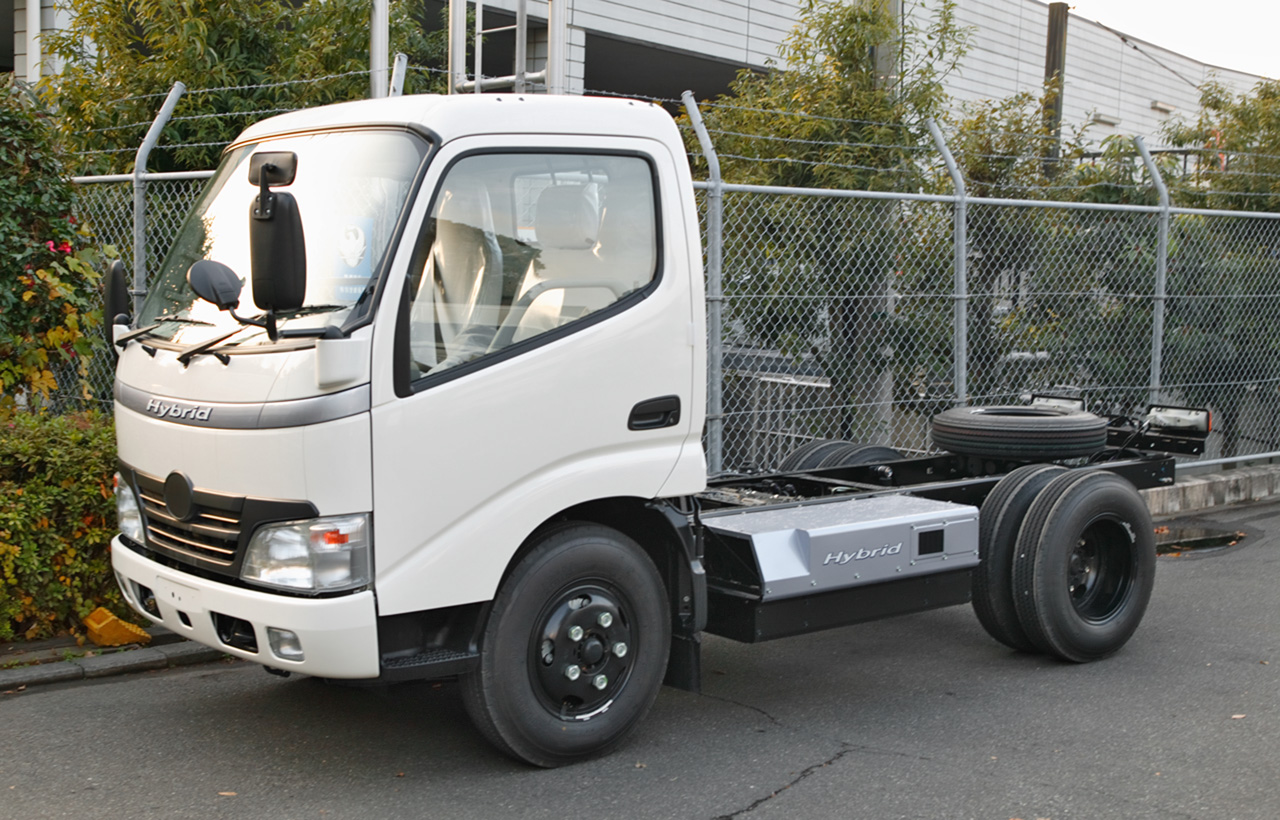
Гибридный грузовик японской компании Hino Motors

Гибридные схемы часто используются в карьерных самосвалах, а для грузовиков разрабатывают и производят компании:
- Белорусский автомобильный завод
- Azure Dynamics (США)
- Nissan совместно с ZF Friedrichshafen AG (Германия)
- Alcoa совместно с Altair Nanotechnologies (США) разрабатывают аккумуляторы для гибридных грузовиков
- Odyne Corporation (США)
- Peterbilt 386 hybrid (США) совместно с Eaton
- Oshkosh Truck Corp Архивная копия от 22 декабря 2007 на Wayback Machine
- Volvo Cars и MAC
- Hino Motors (Япония)
- Caterpillar Inc. (США)

## Гибриды в спорте
Все более стеснённые технические регламенты гонок вынуждают конструкторов гоночных машин обращать внимание на нетрадиционные методы увеличения их эффективности. Гибридная силовая установка — один из таких методов. Впервые об их применении стали широко говорить в конце 90-х гг., когда три команды «Формулы-1» вели разработки такой системы, позволявшей заряжать аккумуляторы при торможении, чтобы затем выдать энергию в виде дополнительного разгонного импульса. Тогда ФИА запретила работу над этими системами из опасения неконтролируемого роста расходов. Однако реалии современного мира заставили вновь обратить внимание на эти системы. С 2009 г. разрешено использование таких систем в гонках Ф1. Их применение сулит много преимуществ — лучшие характеристики торможения, возможность кратковременного увеличения мощности, что может быть использовано для обгона соперников, кроме того двигатель работает в более выгодных режимах.

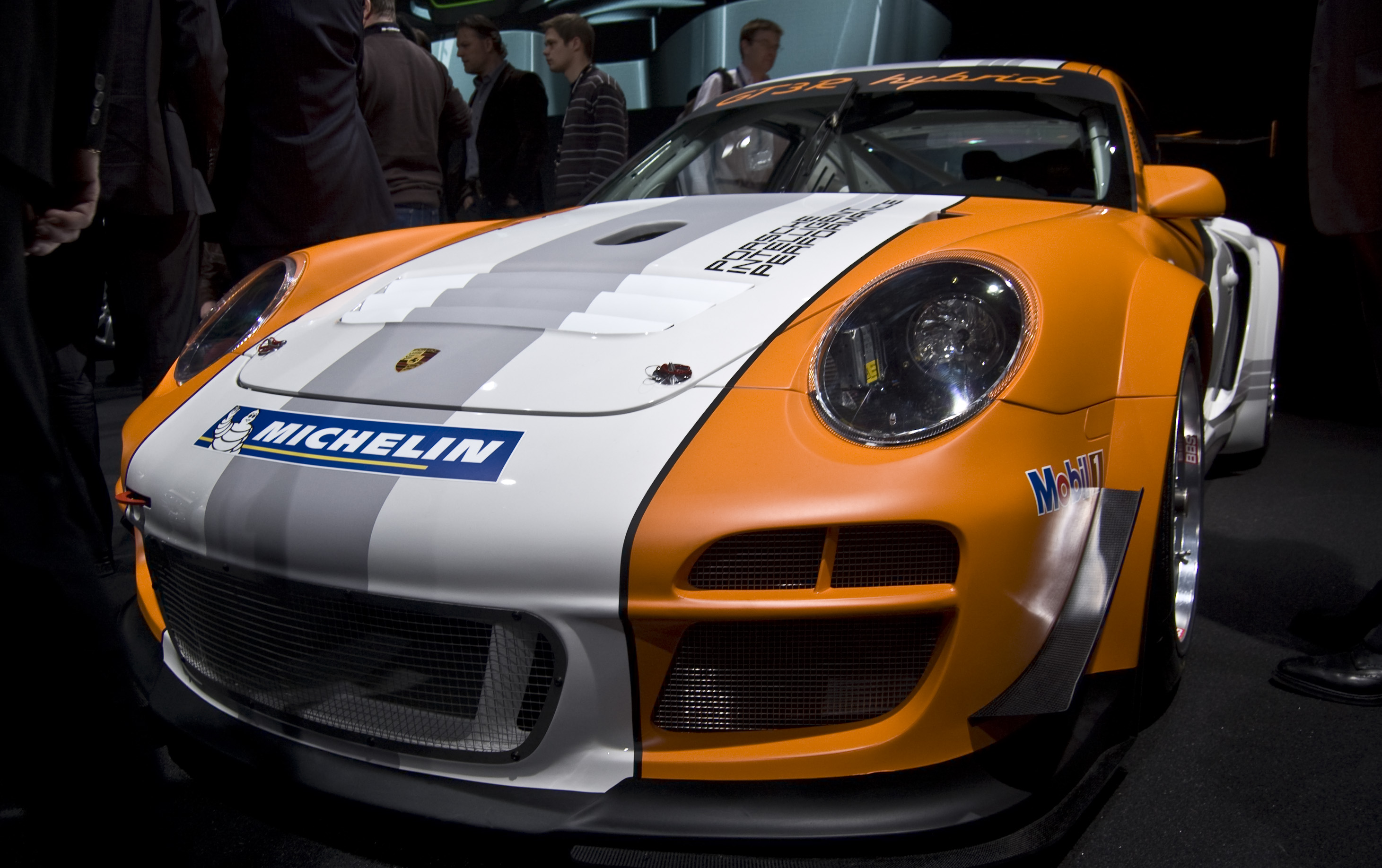
Porsche 911 GT3 Hybrid.

Гибридный автомобиль Toyota Supra HV-R выиграл 24 часовую гонку в Токайчи, а в 2008 году в гонке «24 часа Нюрбургринга» участвовала гибридная версия автомобиля Gumpert Apollo. В 2010 году Porsche 911 GT3 Hybrid с механической системой рекуперации лидировал в гонке, однако за два часа до её окончания сошёл с дистанции из-за поломки основного мотора. В гонках на выносливость гибридный привод сулит также дополнительное преимущество в виде большой экономичности, что позволяет реже проводить дозаправки и таким образом экономить время. С 2011 г регламент LMP1 будет допускать применение гибридных приводов, но направленных исключительно на экономию топлива, а не улучшение скоростных показателей.
В 2012 году гибридный автомобиль, разработанный Audi, выиграл гонку «24 часа Ле-Мана», а затем одержал ещё две победы подряд, в дальнейшем в гонке в общем зачёте побеждали только гибридные автомобили. В том же году латвийская команда на гибридном «OSCar eO» успешно финишировала в ралли Дакар.
Существует студенческий класс спортивных гибридных автомобилей, когда учащиеся сами создают в рамках регламента уникальные конструкции. Соревнования проходят на трассе NASCAR New Hampshire Motor Speedway в США и Формула — 1 Silverstone. Есть участники данного направления и в России — команда Формула Гибрид МАДИ(ГТУ), впервые принявшие участие в 2009 году с автомобилем «Стрекоза»(14 из 32). В 2010 году команда МАДИ вновь принимала участие в соревнованиях в США и заняла 15 место из 30. В 2011 году команды приняла участие в соревнованиях в Италии в Турине на испытательном треке IVECO.